# Finanssektorens forening til støtte af et sundt og konkurrencedygtigt erhvervsliv
Finanssektorens forening til støtte af et sundt og konkurrencedygtigt erhvervsliv var en forening indenfor den danske finansielle sektor, der blev stiftet i juli måned 2007 på initiativ af bankernes brancheorganisation Finansrådet, og betegnede sig selv som partipolitisk uafhængig samt uafhængig af Finansrådet. Foreningen blev nedlagt i april 2015. Foreningen havde adresse på Amaliegade 7 i det indre København og blev grundlagt med det formål at "fremme den finansielle sektors interesser", ved at man engagerede sig "mere aktivt i udviklingen af samfundet", hvilket blandt andet inkluderede økonomisk støtte til projekter eller udvalgte politiske partier i valgår til Folketinget og Europa-Parlamentet. Finanssektorens forenings tre ulønnede bestyrelsesmedlemmer bestod i efteråret 2007 af direktør Jørgen A. Horwitz (bestyrelsesformand), vicedirektør Klaus Willerslev-Olsen og PA-direktør Lars L. Nielsen, der alle samtidig udgjorde direktionen i bankernes sammenslutning Finansrådet. Finansrådets støtte til især de borgerlige partier ved folketingsvalget i 2005 blev mødt med utilfredshed af visse danske banker, som stort set alle er medlemmer af Finansrådet, og som konsekvens af dette oprettedes i stedet en særskilt forening til den økonomiske partistøtte, hvilket på samme tid muliggjorde en større medlemskreds end bankerne. Medlemskab af foreningen var frivilligt og åbent for både virksomheder og privatpersoner indenfor finanssektoren, men medlemstal, medlemskredsen og bidragsyderne var ikke offentligt tilgængelige. Finanssektorens forening havde en medlemsskare, som både bestod af banker, andre virksomheder og private personer. Foreningen estimerede, at man ved Folketingsvalget 2011 ville optræde med et budget på 1,6 millioner kroner, hvilket var mindre end det indsamlede beløb ved folketingsvalgene i 2005 og 2007., som var på cirka to millioner.

## Kritik af foreningen
Organisationen indsamlede donationer fra dens medlemmer, som blev dirigeret videre til en række udvalgte danske projekter, politiske partier, politikere og andre, der, ifølge foreningens formand Jørgen A. Horwitz, "vil skabe et konkurrencedygtigt erhvervsliv. Det vil sige lav beskatning på virksomheder, ensartede europæiske regler og en offentlig sektor af en tilpas størrelse". Bestyrelsen i foreningen skulle selv stå for den økonomiske distribution af de økonomiske midler, foreningen disponerede over, uden at medlemmerne havde nogen viden om eller indflydelse på modtagerne af støttebeløbene. De politiske partier i Danmark har jævnfør regelsættet i partistøtteloven kun pligt til at opgive støtteforeningen som økonomisk bidragsyder for beløb over 20.000 kroner i deres partiregnskaber og ikke de oprindelige afsendere. De politiske partier, der tidligere har modtaget større økonomiske bidrag fra Finanssektorens forening, inkluderer Venstre, Det Konservative Folkeparti, Radikale Venstre og Dansk Folkeparti samt Ny Alliance i 2007 og Socialdemokraterne i 2009.
Kritikken af interesseorganisationen er gået på, at man anser det som værende uholdbart i et demokrati, at finansielle virksomheder som medlemmer af Finanssektorens forening anonymt kan kanalisere store støttebeløb videre til de enkelte politikere eller politiske partier, som medvirker i forhandlinger om politiske indgreb eller anden lovgivning omhandlende den samme finansielle sektor. I en række nyhedsmedier er det blevet fundet problematisk, at den økonomiske partistøtte fra banksektoren har fundet sted op til forhandlingerne af de tre bankpakker i henholdsvis 2008 (Bankpakke 1), 2009 (Bankpakke 2) og 2010 (Bankpakke 3), der resulterede i lempeligere danske vilkår set i international sammenhæng. Den manglende gennemsigtighed omkring overførsler af pengebeløb til politiske partier samt kundernes indirekte sponsorering af valgkampen er blevet kritiseret af en række pengeinstitutter, som enten selv ønsker at være uafhængige af partipolitiske interesser grundet den brede geografiske sammensætning og forskellige politiske observans af kunderne eller yder partistøtte åbent og på egen hånd. Lektor i Statskundskab ved Københavns Universitet, Kasper Møller Hansen, har påpeget at åbenhed om partistøtten er vigtig, da man kan "få fornemmelsen af at være i lommen på en privat sponsor".
Professor i statskundskab ved Aarhus Universitet, Palle Svensson, og professor Ove Kaj Pedersen fra Copenhagen Business School har gentaget, at fuld åbenhed er vigtig, men afviser, at politikere kommer til at optræde i en dobbeltrolle, eftersom støtten ikke er ulovlig. Foreningens bestyrelsesformand har forsvaret sig med, at foreningen ikke har noget behov for større åbenhed omkring partistøtten og at man ikke er anderledes end mange andre fagforeninger og erhvervsorganisationer, der har støttet politiske formål i flere år, og at man ingen betingelser eller forventninger om indflydelse har i enkeltsager. Enkelte banker, som er medlemmer, har argumenteret, at man gennem sit medlemskab af foreningen var i stand til at fremme virksomhedsspecifikke interesser, som forbedrer betingelserne for sektoren, men samtidig kan forblive uafhængig af partipolitiske holdninger ved ikke at blive sat direkte i forbindelse med bestemte politiske partier.

## Medlemmer
Listen inkluderer de erhvervsvirksomheder, som bekendtgjorde deres medlemskab af FFKE:
- Danske Bank (juli 2007 – 2015 )[15]
- Jyske Bank (juli 2007 –  2015)[15][1]
- Ringkjøbing Landbobank[15]
- Spar Nord Bank (juli 2007 – 2015)[1][15]
- Sydbank (juli 2007 –  2015)[15]

Tidligere medlemmer af FFKE:
- Den Jyske Sparekasse (juli 2007)[15][4]